# Torsten Dalhem
Anders Torsten Dalhem, född 19 december 1926 i Arbrå, död 15 januari 2015, var en svensk jurist som var lagman i Hudiksvalls tingsrätt från 1975 till 1993.
Dalhem blev juris kandidat vid Uppsala universitet 1954 och genomförde tingstjänstgöring 1954-1956 innan han blev fiskal vid hovrätten för Nedre Norrland 1957. Han var tingsdomare i Örnsköldsvik 1963-1968 och var lagman i Hudiksvalls tingsrätt 1975-1993.
Dalhem var son till överlärare August Dalhem och han maka Magda, född Nelson. Han var gift från 1954 med Berit, född Englund 1929.